# نهائي كأس العالم 1930
نهائي كأس العالم لكرة القدم 1930 هي أول مباراة نهائية لكأس العالم، كانت بين منتخبي الأوروغواي والأرجنتين، وكان اللقاء بمثابة نسخة مكررة من ختام نهائي دورة الألعاب الأولمبية 1928 والتي سبقت بطولة كأس العالم بعامين. سجل حضور 68,346 ألف متفرج في المباراة النهائية في ملعب ملعب سنتيناريو بتاريخ 30 يوليو 1930، وفاز المنتخب الأوروغوياني على الأرجنتين بأربعة أهداف مقابل هدفين ليحقق الكأس الأولى.
تم فتح بوابات الملعب في الساعة الثامنة صباحًا، قبل ست ساعات من انطلاق المباراة، وفي الظهيرة كانت أرضية الملعب ممتلئة،  أوروغواي "دافعت" بنجاح عن تحقيقها بالميدالية الذهبية الأولمبية 4-2، بعد أن عادت من عجز 2-1 في الشوط الأول.
كان ألبيرتو سوبيتشي مدرب أوروغواي يبلغ من العمر 31 عامًا في ذلك الوقت، ولا يزال يحمل الرقم القياسي لكونه أصغر مدرب في فريق بطل كأس العالم FIFA. قدم جول ريميه رئيس الفيفا كأس العالم للأوروجواي، ليتم تسميته لاحقًا باسمه. تم إعلان اليوم التالي عطلة وطنية في أوروغواي. في بوينس آيرس، ألقى المشجعون الحجارة على قنصلية الأوروغواي. [استشهاد منقوص البيانات]
وكان آخر لاعب توفي من ذلك النهائي هو المهاجم الأرجنتيني فرانسيسكو فارايو، الذي توفي في 30 أغسطس 2010 عن عمر يناهز 100 عامًا. وكان آخر ناجٍ من أوروغواي هو إرنستو ماتشيروني، الذي توفي في 3 يوليو 1984 عن عمر يناهز 76 عامًا.

## أحداث المباراة

### ملخص المباراة
بعد 12 دقيقة من بداية المباراة، وضع بابلو دورادو أصحاب الأرض في المقدمة، قبل أن يدرك الجناح الأرجنتيني كارلوس بيوسيل التعادل بعد 8 دقائق، بتفوقه على الحارس إنريكي باليستريرو بتسديدة قوية. في الدقيقة 37، أعطى هداف البطولة غييرمو ستابيل الأرجنتين التقدم 2-1 في الشوط الأول. وعادلت أوروغواي النتيجة بعد 12 دقيقة من بداية الشوط الثاني (الدقيقة 57) بهدف من بيدرو تشيا، وعادت إلى الوراء بشكل جيد بهدف سانتوس إيريارت في الدقيقة 68. مع تبقي دقيقة واحدة، وضع هيكتور كاسترو تقدم أوروجواي بنتيجة 4-2، ليحقق الفوز في افتتاح كأس العالم.

### تقرير المباراة
| الأرجنتين                               | 4-2   | الأوروغواي                                                                |
| --------------------------------------- | ----- | ------------------------------------------------------------------------- |
| كارلوس بيوسيلي 20' · غييرمو ستابيلي 37' | تقرير | بابلو دورادو 12' · بيدرو سيا 57' · سانتوس إريارتي 68' · هيكتور كاسترو 89' |

| الأورغواي | الأرجنتين |

| الأورغواي:      |                   |
|                 |                   |
| GK              | إنريكي باليستيروس |
| RB              | خوسيه ناسازي      |
| LB              | إرنيستو ماتشيروني |
| RH              | خوسيه أندرادي     |
| CH              | لورينزو فيرنانديز |
| LH              | ألفارو غيستيدو    |
| OR              | بابلو دورادو      |
| IR              | هيكتور سكاروني    |
| IL              | بيدرو سيا         |
| OL              | سانتوس إريارتي    |
| CF              | هيكتور كاسترو     |
| المدرب:         |                   |
| ألبيرتو سوبيتشي |                   |

| الأرجنتين:                              |                     |
|                                         |                     |
| GK                                      | خوان بوتاسو         |
| RB                                      | خوسيه ديلا توري     |
| LB                                      | فيرناندو باتيرنوستر |
| RH                                      | بيدرو أريكو سواريز  |
| CH                                      | لويس مونتي          |
| LH                                      | خوان إيفاريستو      |
| OR                                      | ماريو إيفاريستو     |
| IR                                      | مانويل فيريرا       |
| IL                                      | فرانسيسكو فارايو    |
| OL                                      | كارلوس بيوسيلي      |
| CF                                      | غييرمو ستابيلي      |
| المدرب:                                 |                     |
| فرانشيسكو أولازار خوان خوسيه تراميوتولا |                     |

| حكام مساعدين: أوليسيس ساوسيدو هينري كريستوف |

## وصلات خارجية
- 1930 FIFA World Cup Final fifa.com